# Brachiopsilus ziebelli
Brachiopsilus ziebelli är en fiskart som beskrevs av Last och Gledhill 2009. Brachiopsilus ziebelli ingår i släktet Brachiopsilus och familjen Brachionichthyidae. Inga underarter finns listade.